# Faurholt Sogn
Faurholt Sogn er et sogn i Ikast-Brande Provsti (Viborg Stift).
Faurholt Kirke blev i 1912 indviet som filialkirke til Ikast Kirke. Faurholt blev et kirkedistrikt i Ikast Sogn, som hørte til Hammerum Herred i Ringkøbing Amt. Ikast sognekommune inkl. kirkedistriktet blev ved kommunalreformen i 1970 kernen i Ikast Kommune, der ved strukturreformen i 2007 indgik i Ikast-Brande Kommune.
Da kirkedistrikterne blev nedlagt 1. oktober 2010, blev Faurholt Kirkedistrikt udskilt fra Ikast Sogn som det selvstændige Faurholt Sogn.
Stednavne, se Ikast Sogn.